# The Mozart Prague
The Mozart Prague (původně Smetana Hotel) je hotel v historickém jádru Prahy na Starém Městě, který se nachází v ulici Karoliny Světlé 208/34 v ústí ulice na Smetanovo nábřeží, v lokalitě zvané Anenský trojúhelník.

## Popis
Hotel je umístěný v památkově chráněných budovách Paláce Pachtů z Rájova na Anenském náměstí a Novém Pachtovském paláci, zvaným též Jiráskův dům.
Barokní palác se nachází ve východní části komplexu a stojí v místě pěti středověkých domů, které byly v roce 1765 spojeny v jeden celek na návrh architekta Jana Josefa Wircha (v některých starších pramenech byl uváděn Josef Jäger). Fasády z ulic Náprstkova a Stříbrná jsou prosté zdobných detailů. Severní část paláce je částečně zakryta budovou, ve které sídlí od roku 1958 divadlo Na zábradlí, a jediným viditelným prvkem je bývalý hlavní vstup z Anenského náměstí, kde je i umístěný erb. V západní stěně, na nádvoří paláce, je malá kašna se lvím maskaronem. Jižní průčelí má představený sloupový portik s balkonem a s průjezdem, ze kterého vede monumentální dvoukřídlé schodiště vedoucí do haly.
Na pozemcích původní palácové zahrady, která sahala až k Vltavě, byla v roce 1836 vystavěna budova činžovního domu v klasicistním stylu podle návrhu architekta Jana Maxmiliána Hegera. Čtyřpatrová budova činžovního domu má pavlačovou dvorní fasádu.

## Historie
Během let 2003 a 2004 proběhla rozsáhlá rekonstrukce  obou budov pode projektu TaK Architects  pod dohledem Národního památkového ústavu. Rekonstrukcí vznikl hotel s padesáti pokoji a apartmá. Hotel byl otevřen pod jménem Mamaison Suite Hotel Pachtův Palác.
Tato rekonstrukce obou budov byla v roce 2005 oceněna jako stavba roku.
Na začátku roku 2015 se podařilo ukončit vleklý spor se sousedícím divadlem Na Zábradlí, které od 60. let využívalo prostory v severní části barokního paláce jako foyer a vstup do zákulisí, který je klíčový pro přístup na jeviště. Zastřešením vlastního vnitřního dvora uvolnilo divadlo zbývající prostory zpět hotelu.
V současné době je hotel provozován pod názvem The Mozart Prague.

## Památková ochrana
Obě budovy jsou od roku 1964 památkově chráněny jako nemovitá kulturní památka.
Od roku 1971 jsou součástí plošné památkové rezervace Praha a od roku 1995 i světového dědictví UNESCO jako součást historického centra Prahy.

## Galerie

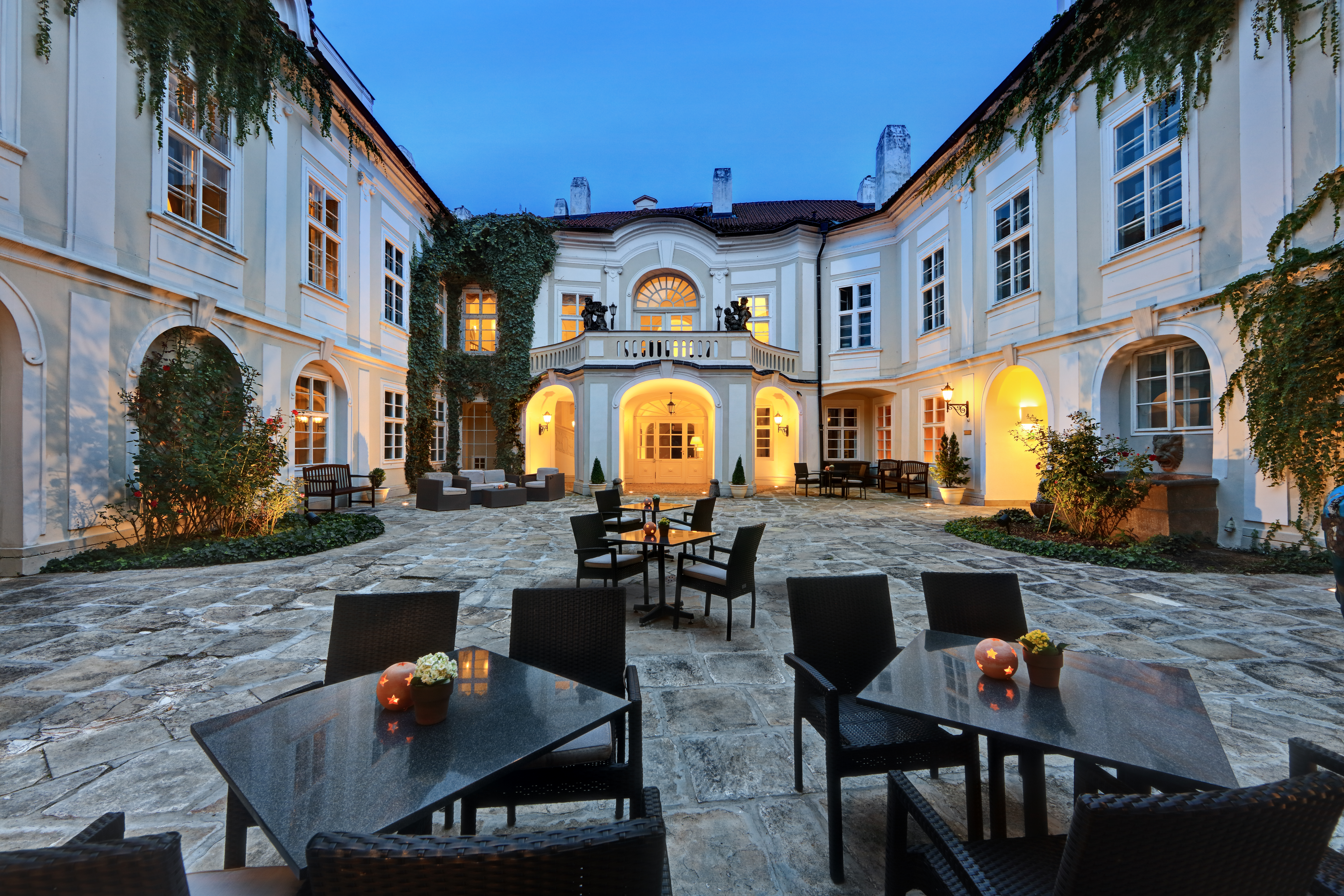
II. nádvoří hotelu
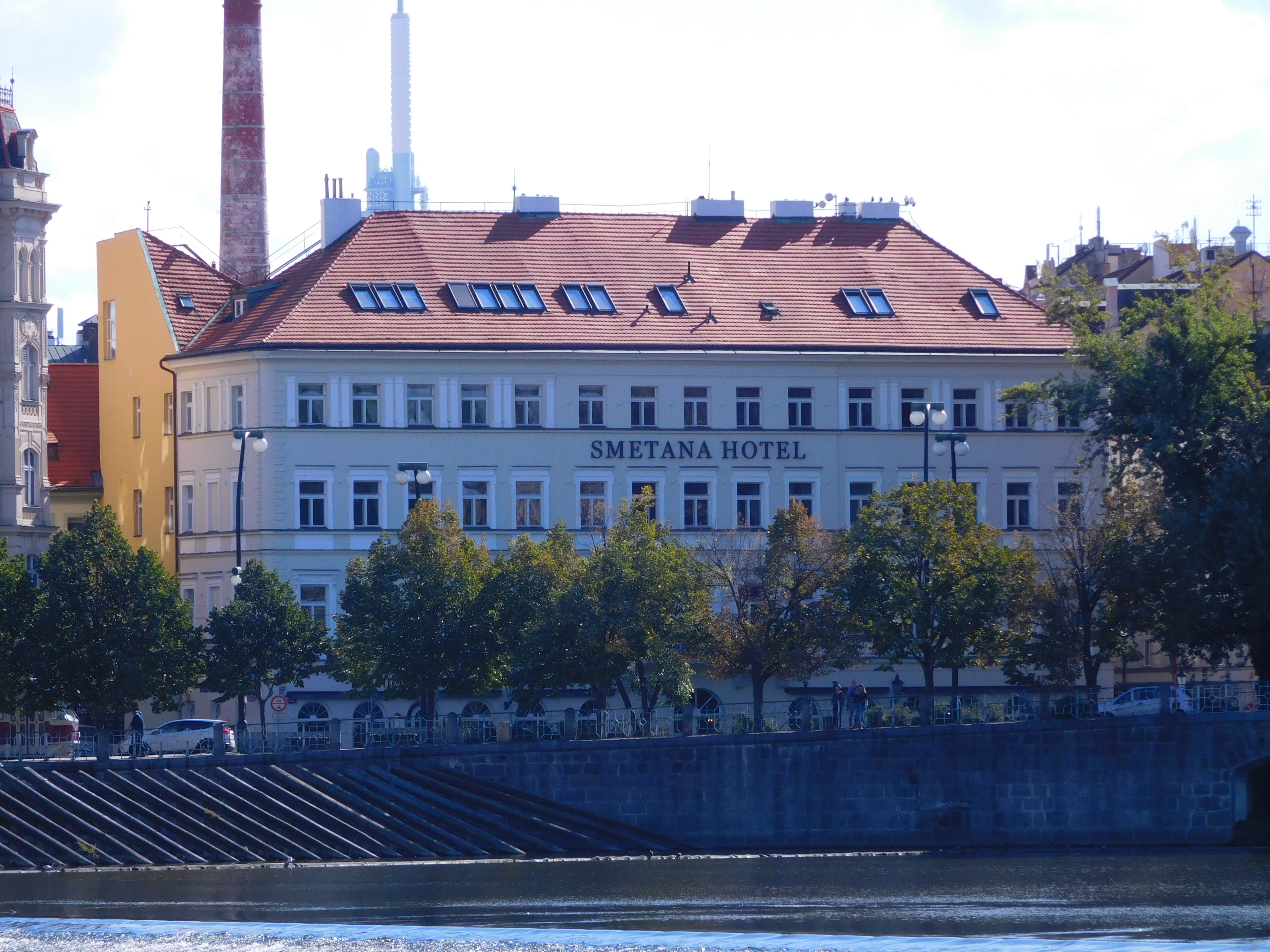
Pohled z Kampy
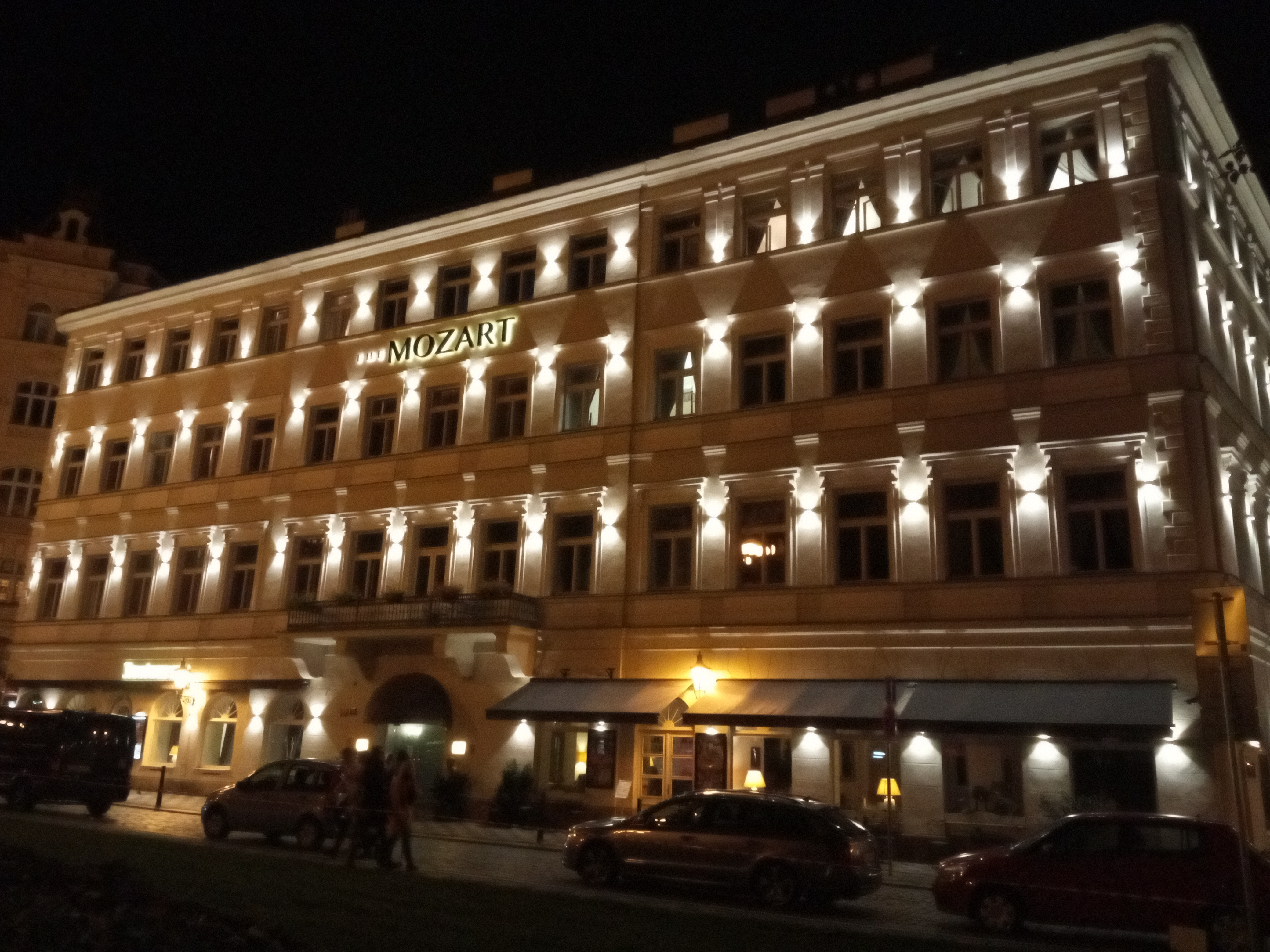
Noční osvětlení fasády